# Heikki Lehmusto
Heikki Heikinpoika Lehmusto (30 agosto 1884 – 22 settembre 1958) è stato un ginnasta finlandese.

## Palmarès

### Olimpiadi
- Bronzo a Londra 1908 nel concorso a squadre.